# Henri Winkelman
Henri Gerard Winkelman (Maastricht, 17 de agosto de 1876-Soesterberg, 27 de diciembre de 1952) fue un general neerlandés conocido por su mando al frente de las tropas de los Países Bajos durante la Batalla de los Países Bajos.

## Antecedentes
Winkelman nació en Maastricht, hijo de Julio Hendrik Winkelman y Charlotte Henriëtte Braams. Después de que terminara su educación secundaria asistió a la Real Academia Militar en Breda (Países Bajos). Su objetivo era convertirse en un oficial de la KNIL, el ejército colonial de las Indias Orientales Neerlandesas. Durante su formación consiguió convertirse en un oficial de infantería. Fue ascendido a teniente en 1896.
En 1902 se casó con Arendin Jacomina Coert, con quien tuvo dos hijos y dos hijas.

### Carrera militar
Después de haber completado su educación militar, comenzó a subir puestos en el ejército neerlandés. En 1913 fue ascendido a capitán, en 1923 se convirtió en Mayor y en 1931 se le dio el rango de General y se convirtió en el comandante de la 4.ª división holandesa. Winkelman había sido candidato a la posición de Jefe de Estado Mayor del Ejército de los Países Bajos, pero finalmente fue elegido el General IH Reijnders.
Winkelman decidió retirarse y se le concedió la aprobación de la gestión de honor. Como un oficial retirado, se mantuvo activo de varias maneras, principalmente en el asesoramiento. El estado neerlandés movilizó sus fuerzas armadas el 28 de agosto de 1939, cuatro días antes de que la Alemania nazi invadiera Polonia. El Jefe de Estado Mayor, el General Reijnders, fue nombrado Comandante Supremo de las fuerzas neerlandesas, pero estaba claro desde el principio que su relación personal y profesional con el secretario de Defensa, Adriaan Dijxhoorn, dejaba mucho que desear. Después de una breve reunión del gabinete neerlandés, Winkelman fue convocado en La Haya (la sede del gobierno holandés) y se le ofreció ser el nuevo Comandante Supremo. Aceptó el puesto de trabajo al día siguiente.

## Guerra
Winkelman era consciente de las limitaciones de su ejército. Solo tenía 280.000 hombres a su disposición, insuficientes como para defender a todo el país. Además los neerlandeses no tenían tanques, las tropas estaban mal formadas, faltaba artillería y cañones antiaéreos. Winkelman estaba convencido de que el ejército neerlandés era incapaz de crear líneas de defensa móviles.
Así que decidió hacer las cosas simples:defender solo la «Fortaleza Países Bajos» (alrededor de la zona ahora denominada Randstad), usando tradicionales líneas estáticas de defensa y fortificadas posiciones fijas. Winkelman no tenía la ilusión de que el ejército holandés pudiera devolver de nuevo a los ejércitos de Hitler a Alemania. Solo intentó ganar el tiempo suficiente para que los aliados le ayudaran en la lucha. En la práctica, las tres provincias del norte (Drenthe, Friesland y Groningen) seguían siendo en gran medida defendibles, las fortificaciones en el extremo este de Afsluitdijk deberían detener la invasión alemana en el norte. En el este del país, la primera línea de la resistencia corrió a lo largo de los ríos Maas y Ijssel. La principal línea de defensa holandesa, sin embargo, fue en el corazón del país, la llamada línea Grebbe, que era defendida por el 2.º y 4.º Cuerpo del Ejército.
La Línea Grebbe fue defendida hasta el final, ya que el frente oriental de la «Fortaleza Países Bajos»  se considera obsoleto y muy cerca de grandes ciudades como Utrecht y Ámsterdam. La inevitable invasión alemana comenzó el 10 de mayo de 1940, a las 3.55 horas hora neerlandesa (5:35 hora alemana). Hitler forjó un plan para soltar paracaidistas alrededor de La Haya, empujar a la ciudad y capturar al Gobierno de los Países Bajos, la Familia Real y el Comando Supremo del Ejército de los Países Bajos a la fuerza en 24 horas, plan que terminó en fracaso. Después de un día de guerra, el general Winkelman estaba relativamente satisfecho sobre la forma con la que sus tropas habían reaccionado ante el primer empuje alemán. La única zona donde la situación era ya crítica fue el sur: los paracaidistas alemanes habían obtenido la mayoría de puentes, al sur de Róterdam y Dordrecht. Mientras tanto, la fuerte infantería alemana (con el apoyo de la 9.ª División Panzer) había pasado a través del llamado Pele-raam Stelling y ahora marchaba rápidamente a través del sur de la provincia de Noord-Brabant y amenaza con establecer contacto con la cabeza de puente de Moerdijk y entrar en «Fortaleza Países Bajos» en el sur, los alemanes consiguieron de manera eficaz el aislamiento de los Países Bajos de Bélgica y Francia.

### Último intento antes de la capitulación
Hubo un intento, con el apoyo de unidades francesas, de volver a conquistar el puente Moerdijk el 11 de mayo, terminó en fracaso. Los intentos de ganar el terreno perdido en la línea Grebbe también fracasaron. La Línea Grebbe cayó en la noche del 13 de mayo después de una feroz batalla de tres días. Mientras tanto, la 9.ª División Panzer había llegado a Moerdijk, tirando la «Fortaleza Países Bajos» y llegando a Róterdam, ocupando la orilla sur del río Mosa. La situación estratégica se había convertido en desesperada, pero el banco norte del río se encontraba aún en manos neerlandesas, las ametralladoras neerlandesas hicieron imposible que los alemanes cruzaran el Mosa, además infantes de marina neerlandesa plantaron una feroz resistencia en las calles de Róterdam. El 14 de mayo Hitler ordenó que se aplastara toda la resistencia neerlandesa a la vez. Tras el bombardeo de Róterdam, el ejército alemán amenaza a las principales ciudades neerlandesas, como Utrecht, Ámsterdam y Haarlem al mismo tiempo, Winkelman se vio obligado a rendirse en la noche del 14 de mayo. La capitulación se hizo oficial el día siguiente en la aldea de Rijsoord.

## Tras la guerra
Después de que él firmara la rendición neerlandesa, Winkelman se negó a declarar oficialmente que no se resistieran a las fuerzas alemanas en los Países Bajos, en modo alguno. Fue internado, por lo tanto, el 2 de julio de 1940 prisionero de guerra y siguió siendo un prisionero durante el resto de la ocupación y fue liberado en el verano de 1945.
El 1 de octubre de 1945 recibió la Orden de William, la más antigua y la más alta decoración militar en los Países Bajos. Su estatua todavía se puede ver delante de la escuela primaria en Rijsoord, donde firmó la capitulación el 15 de mayo de 1940. Una base del ejército en Nunspeet fue nombrada con el nombre de Henri Gerard Winkelman. El nombre fue trasladado a otra base (en Harskamp) a partir del 15 de mayo de 2007, después de que la anterior fuera cerrada.